# The Killer's Game
Pour les articles homonymes, voir Killer Game (homonymie).
Pour plus de détails, voir Fiche technique et Distribution.
The Killer's Game ou Jeux de massacre au Québec est un film américain réalisé par J. J. Perry et sorti en 2024. Il s'agit d'une adaptation du roman du même nom de Jay Bonansinga (en).

## Synopsis
Joe Flood est un tueur à gages expérimenté et réputé. Il apprend alors qu'il est en phase terminale d'une grave maladie. Il décide alors d'en finir. Mais ce catholique à la foi voit le suicide comme un péché. Il décide alors d'engager des « confrères » pour le tuer. Avant cela, il fait tout pour que sa femme soit en sécurité et financièrement indépendante. Cependant, Joe va découvrir que la médecine s'est trompée. Il va alors devoir tout faire pour protéger sa femme tout en affrontant tous les tueurs attirés par la prime que Joe avait initialement mis sur sa propre tête.

## Fiche technique
Sauf indication contraire, les informations mentionnées dans cette section peuvent être confirmées par la base de données cinématographiques IMDb,  présente dans la section « Liens externes ».
- Titre original et français : The Killer's Game
- Titre québécois : Jeux de massacre
- Réalisation : J. J. Perry
- Scénario : Rand Ravich et James Coyne, d'après le roman The Killer's Game de Jay Bonansinga
- Musique : Roque Baños
- Décors : Matt Gant
- Costumes : David Wolfe
- Photographie : Flavio Martínez Labiano
- Montage : Elísabet Ronaldsdóttir
- Production : Kia Jam, Andrew Lazar et Steve Richards

Producteurs délégués : Dean Altit, Gergö Balika, Dave Bautista, Adam Fields, Scott Lambert, Jonathan Meisner, Christopher Milburn, Peter Miller et Thane Watkins
- Sociétés de production : Mad Chance Productions, Endurance Media, Dogbone Entertainment, K. JAM Media, Lionsgate Films et TKG Productions
- Société de distribution : Lionsgate Films (États-Unis) et Amazon MGM Studios (VOD)
- Budget : N/A
- Pays de production :  États-Unis
- Langue originale : anglais
- Format : couleur - son Dolby Atmos
- Genre : comédie, action
- Durée : 104 minutes
- Dates de sortie[1] :
  - États-Unis : 13 septembre 2024 (sortie limitée)
  - International : 23 janvier 2025 (sur Prime Video)

## Distribution
- Dave Bautista (VF : Serge Biavan ; VQ : Patrick Chouinard) : Joe Flood
- Ben Kingsley (VF : Féodor Atkine ; VQ : Jacques Lavallée) : Zvi
- Sofia Boutella (VF : Audrey Sourdive ; VQ : Mylène Mackay) : Maize
- Terry Crews (VF : Namakan Koné ; VQ : Widemir Normil) : Lovedahl
- Pom Klementieff (VF et VQ : elle-même) : Antoinette Marianna
- Scott Adkins : Angus Mackenzie
- Drew McIntyre : Rory Mackenzie
- Shaina West
- Lucy Cork
- Daniel Bernhardt : Radovan
- Lee Hoon : Goyang
- Marko Zaror : Botas
- Antonia Desplat : Aimee
- Alex Kingston (VQ : Valérie Gagné) : Sharon Rantick
- Dylan Moran (VQ : François Godin) : le père O'Brien
- Raffaello Degruttola (VF : Benjamin Egner ; VQ : Martin Watier) : Dr Kagen
- Daniel Bernhardt (VQ : Gilbert Lachance) : Max
- George Somner (VQ : François-Simon Poirier) : Money

Source VF et VQ : le carton du doublage à la fin du film.

## Production

### Genèse et développement
Le roman The Killer's Game de Jay Bonansinga est publié aux États-Unis en 1997. Peu après, Rand Ravich commence l'écriture d'un script spéculatif intitulé Godforsaken adapté du roman et le vend à New Line Cinema,. Intermedia doit alors produire le film. Rupert Wainwright est annoncé comme réalisateur alors que Wesley Snipes est approché pour le rôle principal à l'été 2002, pour un tournage à l'automne? Un mois plus tard, c'est finalement Mike van Diem qui est contacté pour la réalisation. New Line propose ensuite le film à de nombreux autres réalisateurs comme John Woo, Wolfgang Petersen, Alex Proyas et Renny Harlin, mais aucun n'accepte. En août 2004, le film passe chez Paramount Pictures mais Intermedia et Andrew Lazar restent attachés à la production tandis que Simon Kinberg s'occupe des réécritures du script. Michael Keaton est un temps lié au rôle principal, alors que Simon Crane (en) ou le Français Pitof sont envisagés comme réalisateurs. Le projet s'arrête en 2006 avec la fermeture d'Intermedia.
En décembre 2015, Broad Green Pictures (en) négocie pour récupérer les droits de The Killer's Game. En février 2018, STX Films reprend finalement le projet avec D. J. Caruso à la réalisation et Jason Statham dans le rôle principal. En avril suivant, l'acteur britannique quitte finalement le projet et est peu après remplacé par David Bautista. Ice Cube rejoint lui aussi la distribution en 2019. En septembre 2009, c'est au tour de Morena Baccarin et Kris Wu d'être annoncés. D. J. Caruso et Peter Landesman procèdent alors à des réécritures du script, alors que le tournage doit débuter en 2019 en République dominicaine.
Le développement du film s'arrête à nouveau jusqu'en mai 2023, lorsque les droits de distribution sont repris par Lionsgate. J. J. Perry est alors annoncé comme réalisateur, avec James Coyne pour réécrire le scénario. Dave Bautista et Ice Cube sont toujours liés au projet et sont rejoints par Sofia Boutella et Ben Kingsley,. En juillet 2023, Pom Klementieff, Scott Adkins, Drew McIntyre ou encore Marko Zaror sont également confirmés,. En mars 2024, Terry Crews remplace finalement Ice Cube.
Les crédits définitifs des auteurs du scénario sont soumis en novembre 2023 à la Writers Guild of America. Rand Ravich et James Coyne sont crédités comme scénaristes principaux. D. J. Caruso, Nick Cassavetes, John Joseph Connolly, Michael Dowse, Cory Goodman, Simon Kinberg, Peter Landesman, Brian Rudnick et Kurt Wimmer sont quant à eux crédités pour avoir participé à l'écriture.

### Tournage
Le tournage débute en juillet 2023 à Budapest. La production obtient un accord pour tourner malgré la grève SAG-AFTRA.